# Classified
Classified (Brasil: Sonhos de New York ) é um filme mudo estado-unidense a preto e branco dos géneros comédia e drama romântico, realizado por Alfred Santell e escrito por June Mathis, com base no romance homónimo de Edna Ferber. Foi protagonizado por Corinne Griffith. Estreou-se nos Estados Unidos a 11 de outubro de 1925 pela First National Pictures.
O filme foi regravado com falas em 1929, sob o título de Hard to Get, pela First National (adquirida pela Warner Brothers) que protagonizou Dorothy Mackaill.

## Elenco
- Corinne Griffith como Babs Comet
- Jack Mulhall como Lloyd Whiting
- Ward Crane como Spencer Clark
- Carroll Nye como Mart Comet
- Charles Murray como idoso Comet
- Edythe Chapman como "Maw" Comet
- Julie Bishop como Jeanette (creditada como Jacqueline Wells)
- George Sidney como Weinstein
- Bernard Randall como Bernstein

## Preservação
- Classified tem sido preservado na Biblioteca do Congresso e no Centro de Wisconsin para a Pesquisa do Cinema e Teatro.[3][4][5]